# Fantasma de Carson

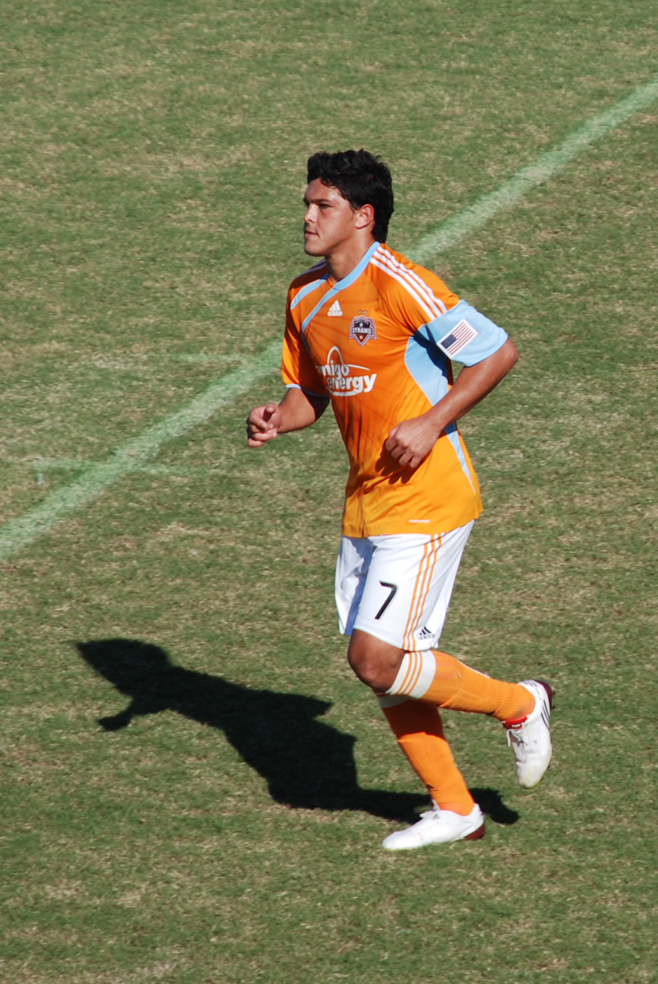
El delantero Luis Ángel Landín fue uno de los jugadores que participó en la eliminación de México durante el Preolímpico de Concacaf rumbo a Pekín 2008.

El fantasma de Carson es el sobrenombre que recibe la eliminación de la selección de fútbol sub-23 de México en el torneo Preolímpico de Concacaf rumbo a los Juegos Olímpicos de Pekín 2008. Recibe este nombre por el partido disputado entre las selecciones de fútbol de México y Haití, celebrado el 16 de marzo de 2008 en la ciudad de Carson, California, y fue considerada una maldición deportiva hasta 2012.
Ese día México venció 5-1; sin embargo, debía ganar por una diferencia mínima de cinco goles para clasificar a semifinales, por lo que fue eliminado en primera ronda. Los mexicanos fallaron más de diez ocasiones claras de gol, erraron un penal y no aprovecharon que Haití terminó con nueve hombres en el campo. La participación mexicana fue considerada por la prensa deportiva y los aficionados como «un fracaso» y culminó con el cese del director técnico Hugo Sánchez al frente tanto de la selección sub-23 como de la absoluta.

## Historia
México partía como cabeza del grupo B del Preolímpico de Concacaf, compartiendo escuadrón con las selecciones de Canadá, Guatemala y Haití. El equipo mexicano inició su participación enfrentando a la selección de Canadá en el estadio Home Depot Center de Carson, con un resultado de 1-1; mientras que en el otro partido, Guatemala se impuso 1-0 a Haití.
En la segunda jornada, Guatemala venció a México por 2-1, mientras que los haitianos derrotaron a Canadá por el mismo marcador. Con este resultado, la clasificación mexicana a semifinales se complicaba, al conseguir solo uno de seis puntos posibles.
El 16 de marzo de 2008, Canadá se impuso 5-0 a Guatemala, por lo que México estaba obligado a derrotar por diferencia de seis goles a Haití. Aunque podría parecer un resultado muy abultado, México tenía un historial de goleadas ante rivales de Concacaf (especialmente, equipos del Caribe) que hacían suponer que era un obstáculo salvable.

### Partido ante Haití
México anotó el primer gol al minuto 17 por conducto del mediocampista César Villaluz. Al minuto 27, el equipo de Haití se quedó con 10 jugadores en la cancha, debido a la expulsión de Judelin Aveska. Sin embargo, los atacantes mexicanos no conseguían anotar, por lo que al minuto 36, el técnico Hugo Sánchez dio ingreso al delantero Santiago Fernández. El equipo desperdició otras tres jugadas claras de gol, por lo que el juego llegó al medio tiempo con marcador de 1-0.
En el segundo tiempo, Sánchez hizo ingresar a un tercer atacante, Luis Ángel Landín. Al minuto 60, el volante Édgar Andrade anotó el segundo gol mexicano, pero al minuto 62, el haitiano Leonel Saint-Preux venció al portero Guillermo Ochoa para el 2-1.
Al minuto 68, México consiguió su tercer gol por conducto de Santiago Fernández. Al minuto 76, César Villaluz desperdició un tiro penal, lo que se sumó a otro par de oportunidades desperdiciadas por Fernández. Al 82, el delantero Enrique Esqueda consiguió el 4-1, y un minuto después, Haití se quedaría con nueve hombres en el campo por la expulsión de Paulin Jean.
En los últimos minutos, el equipo norteamericano embistió al cuadro caribeño, pero falló sus oportunidades. En el minuto 88, se presentaría una de las jugadas más recordadas por parte de la selección mexicana: atacaban 6 jugadores de México contra dos defensores de Haití, uno de ellos mano a mano contra Santiago Fernández, quien controlaba el balón tras recibir un centro de Villaluz. Fernández metió un pase hacia sus compañeros, pero el pase fue tan malo que en lugar de lograr conectar con alguno de los muchos atacantes en el área terminó por caerle al único defensor de Haití que estaba en el área, el cual era Alain Vubert. Este hecho quedó marcado por la narración del comentarista Christian Martinoli:

Villaluz, Villaluz el centro, la pelota dentro del área, otro centro más... El único haitiano que había, a ese le llegó el balón. Había seis mexicanos y un haitiano.
Christian Martinoli, 2008

Un minuto después, en el minuto 89, Landín consiguió el quinto gol de México, pero fue insuficiente. Incluso, al 93, el propio Landín erró un remate ante el arquero de Haití, Johny Placide, liquidando cualquier oportunidad para el combinado tricolor.

## Impacto
Para Hugo Sánchez, la eliminación supuso su cese como timonel de México el 1 de abril de 2008. La actuación de México fue considerada un fracaso, en parte, porque algunos de los integrantes del equipo había formado parte de la generación que obtuvo el Campeonato Mundial sub-17 en Perú en 2005; entre ellos, Enrique Esqueda, Carlos Silva, Patricio Araujo, Edgar Andrade y César Villaluz. En algunos casos, este suceso marcó la carrera de varios futbolistas mexicanos que participaron en el torneo, tales como Santiago Fernández, quien se retiró del balompié en 2009. En una entrevista, el delantero afirmó:

Definitivamente ese partido marcó mi carrera dentro del futbol, me acuerdo que regresando de aquel preolimpico y yo estando en el Toluca, visitamos al América en el estadio Azteca, José Pekerman entendía la presión por la que atravesaba y decidió meterme hasta el segundo tiempo, es difícil para un joven recibir tantos chiflidos , lo único que me quedaba era seguir hacia adelante como siempre lo había hecho y como me habían enseñado desde pequeño.
Santiago Fernández, 2012

Las carreras futbolísticas de César Villaluz, Luis Ángel Landín y Enrique Esqueda también se vieron afectadas. Villaluz salió del Cruz Azul y fichó por San Luis y Chiapas, donde no consiguió trascender a causa de las lesiones, y terminó en el Atlético San Luis de la Liga de Ascenso. Landín pasó por Cruz Azul, Morelia, Atlante y Puebla; militó en el Houston Dynamo de la MLS y, tras pasar por varios equipos de la Liga de Ascenso, fichó en 2016 por el Municipal Pérez Zeledón de Costa Rica. Por su parte, Esqueda pasó por Pachuca, Atlas, Tigres y Veracruz, firmando en 2017 con los Jaguares de Chiapas.

### Ficha
| 1     | POR   | Guillermo Ochoa       |     |
| 3     | DEF   | Edgar Castillo        | 82' |
| 4     | DEF   | Julio César Domínguez |     |
| 5     | DEF   | Hugo Ayala            |     |
| 21    | DEF   | Luis Omar Hernández   |     |
| 10    | MED   | César Villaluz        |     |
| 14    | MED   | Édgar Andrade         |     |
| 17    | MED   | Alan Zamora           | 37' |
| 7     | DEL   | Pablo Barrera         | 46' |
| 11    | DEL   | Enrique Esqueda       |     |
| 13    | DEL   | Sergio Gabriel Ávila  |     |
| D. T. | D. T. | Hugo Sánchez          |     |

| 1     | POR   | Johnny Placide         |     |
| 20    | DEF   | Judelin Aveska         |     |
| 3     | DEF   | Parnel Guerrier        |     |
| 6     | DEF   | Lescinel Jean-François |     |
| 15    | DEF   | Ednerson Raymond       |     |
| 4     | MED   | Alain Vubert           |     |
| 7     | MED   | Serge Louis            | 22' |
| 10    | MED   | Sony Nordé             |     |
| 12    | MED   | James Marcelin         | 65' |
| 9     | DEL   | Leonel Saint-Preux     |     |
| 11    | DEL   | Fabrice Noël           | 52' |
| D. T. | D. T. | Wilner Etienne         |     |

| 19 | DEL | Santiago Fernández | 37' |
| 9  | DEL | Luis Ángel Landín  | 46' |
| 18 | DEL | Juan Carlos Silva  | 82' |

| 14 | MED | Jacqueson Jean | 22' |
| 13 | DEL | Alain Gustave  | 52' |
| 17 | DEF | Paulin Jean    | 65' |

| 18' · 61' · 70' · 83' · 89' | César Villaluz Édgar Andrade Santiago Fernández Enrique Esqueda Luis Ángel Landín | 1:0 2:0 3:1 4:1 5:1 |

| 62' | Leonel Saint-Preux | 2:1 |

| 44' · +45' · 75' · +90' | Pablo Barrera Santiago Fernández Luis Ángel Landín Enrique Esqueda |

| 13' · 63' · 77' · +90' | Fabrice Noël James Marcelin Paulin Jean Sony Nordé |

| 29' · 84' | Judelin Aveska Paulin Jean |

| Principal  | Joel Aguilar    |
| Asistentes | William Torres  |
|            | Carlos Pastrana |
| Cuarto     | Jair Maruffo    |

|  |                   |    |    |
|  | Tiros             | 24 | 14 |
|  | Tiros a puerta    | 14 | 4  |
|  | Faltas            | 22 | 31 |
|  | Saques de esquina | 7  | 2  |
|  | Penaltis          | 1  | 0  |
|  | Fueras de juego   | 14 | 1  |

| 1     | POR   | Guillermo Ochoa       |     |
| 3     | DEF   | Edgar Castillo        | 82' |
| 4     | DEF   | Julio César Domínguez |     |
| 5     | DEF   | Hugo Ayala            |     |
| 21    | DEF   | Luis Omar Hernández   |     |
| 10    | MED   | César Villaluz        |     |
| 14    | MED   | Édgar Andrade         |     |
| 17    | MED   | Alan Zamora           | 37' |
| 7     | DEL   | Pablo Barrera         | 46' |
| 11    | DEL   | Enrique Esqueda       |     |
| 13    | DEL   | Sergio Gabriel Ávila  |     |
| D. T. | D. T. | Hugo Sánchez          |     |

| 1     | POR   | Johnny Placide         |     |
| 20    | DEF   | Judelin Aveska         |     |
| 3     | DEF   | Parnel Guerrier        |     |
| 6     | DEF   | Lescinel Jean-François |     |
| 15    | DEF   | Ednerson Raymond       |     |
| 4     | MED   | Alain Vubert           |     |
| 7     | MED   | Serge Louis            | 22' |
| 10    | MED   | Sony Nordé             |     |
| 12    | MED   | James Marcelin         | 65' |
| 9     | DEL   | Leonel Saint-Preux     |     |
| 11    | DEL   | Fabrice Noël           | 52' |
| D. T. | D. T. | Wilner Etienne         |     |

| 19 | DEL | Santiago Fernández | 37' |
| 9  | DEL | Luis Ángel Landín  | 46' |
| 18 | DEL | Juan Carlos Silva  | 82' |

| 14 | MED | Jacqueson Jean | 22' |
| 13 | DEL | Alain Gustave  | 52' |
| 17 | DEF | Paulin Jean    | 65' |

| 18' · 61' · 70' · 83' · 89' | César Villaluz Édgar Andrade Santiago Fernández Enrique Esqueda Luis Ángel Landín | 1:0 2:0 3:1 4:1 5:1 |

| 62' | Leonel Saint-Preux | 2:1 |

| 44' · +45' · 75' · +90' | Pablo Barrera Santiago Fernández Luis Ángel Landín Enrique Esqueda |

| 13' · 63' · 77' · +90' | Fabrice Noël James Marcelin Paulin Jean Sony Nordé |

| 29' · 84' | Judelin Aveska Paulin Jean |

| Principal  | Joel Aguilar    |
| Asistentes | William Torres  |
|            | Carlos Pastrana |
| Cuarto     | Jair Maruffo    |

|  |                   |    |    |
|  | Tiros             | 24 | 14 |
|  | Tiros a puerta    | 14 | 4  |
|  | Faltas            | 22 | 31 |
|  | Saques de esquina | 7  | 2  |
|  | Penaltis          | 1  | 0  |
|  | Fueras de juego   | 14 | 1  |

| 1     | POR   | Guillermo Ochoa       |     |
| 3     | DEF   | Edgar Castillo        | 82' |
| 4     | DEF   | Julio César Domínguez |     |
| 5     | DEF   | Hugo Ayala            |     |
| 21    | DEF   | Luis Omar Hernández   |     |
| 10    | MED   | César Villaluz        |     |
| 14    | MED   | Édgar Andrade         |     |
| 17    | MED   | Alan Zamora           | 37' |
| 7     | DEL   | Pablo Barrera         | 46' |
| 11    | DEL   | Enrique Esqueda       |     |
| 13    | DEL   | Sergio Gabriel Ávila  |     |
| D. T. | D. T. | Hugo Sánchez          |     |

| 1     | POR   | Johnny Placide         |     |
| 20    | DEF   | Judelin Aveska         |     |
| 3     | DEF   | Parnel Guerrier        |     |
| 6     | DEF   | Lescinel Jean-François |     |
| 15    | DEF   | Ednerson Raymond       |     |
| 4     | MED   | Alain Vubert           |     |
| 7     | MED   | Serge Louis            | 22' |
| 10    | MED   | Sony Nordé             |     |
| 12    | MED   | James Marcelin         | 65' |
| 9     | DEL   | Leonel Saint-Preux     |     |
| 11    | DEL   | Fabrice Noël           | 52' |
| D. T. | D. T. | Wilner Etienne         |     |

| 19 | DEL | Santiago Fernández | 37' |
| 9  | DEL | Luis Ángel Landín  | 46' |
| 18 | DEL | Juan Carlos Silva  | 82' |

| 14 | MED | Jacqueson Jean | 22' |
| 13 | DEL | Alain Gustave  | 52' |
| 17 | DEF | Paulin Jean    | 65' |

| 18' · 61' · 70' · 83' · 89' | César Villaluz Édgar Andrade Santiago Fernández Enrique Esqueda Luis Ángel Landín | 1:0 2:0 3:1 4:1 5:1 |

| 62' | Leonel Saint-Preux | 2:1 |

| 44' · +45' · 75' · +90' | Pablo Barrera Santiago Fernández Luis Ángel Landín Enrique Esqueda |

| 13' · 63' · 77' · +90' | Fabrice Noël James Marcelin Paulin Jean Sony Nordé |

| 29' · 84' | Judelin Aveska Paulin Jean |

| Principal  | Joel Aguilar    |
| Asistentes | William Torres  |
|            | Carlos Pastrana |
| Cuarto     | Jair Maruffo    |

|  |                   |    |    |
|  | Tiros             | 24 | 14 |
|  | Tiros a puerta    | 14 | 4  |
|  | Faltas            | 22 | 31 |
|  | Saques de esquina | 7  | 2  |
|  | Penaltis          | 1  | 0  |
|  | Fueras de juego   | 14 | 1  |

| 1     | POR   | Guillermo Ochoa       |     |
| 3     | DEF   | Edgar Castillo        | 82' |
| 4     | DEF   | Julio César Domínguez |     |
| 5     | DEF   | Hugo Ayala            |     |
| 21    | DEF   | Luis Omar Hernández   |     |
| 10    | MED   | César Villaluz        |     |
| 14    | MED   | Édgar Andrade         |     |
| 17    | MED   | Alan Zamora           | 37' |
| 7     | DEL   | Pablo Barrera         | 46' |
| 11    | DEL   | Enrique Esqueda       |     |
| 13    | DEL   | Sergio Gabriel Ávila  |     |
| D. T. | D. T. | Hugo Sánchez          |     |

| 1     | POR   | Johnny Placide         |     |
| 20    | DEF   | Judelin Aveska         |     |
| 3     | DEF   | Parnel Guerrier        |     |
| 6     | DEF   | Lescinel Jean-François |     |
| 15    | DEF   | Ednerson Raymond       |     |
| 4     | MED   | Alain Vubert           |     |
| 7     | MED   | Serge Louis            | 22' |
| 10    | MED   | Sony Nordé             |     |
| 12    | MED   | James Marcelin         | 65' |
| 9     | DEL   | Leonel Saint-Preux     |     |
| 11    | DEL   | Fabrice Noël           | 52' |
| D. T. | D. T. | Wilner Etienne         |     |

| 19 | DEL | Santiago Fernández | 37' |
| 9  | DEL | Luis Ángel Landín  | 46' |
| 18 | DEL | Juan Carlos Silva  | 82' |

| 14 | MED | Jacqueson Jean | 22' |
| 13 | DEL | Alain Gustave  | 52' |
| 17 | DEF | Paulin Jean    | 65' |

| 18' · 61' · 70' · 83' · 89' | César Villaluz Édgar Andrade Santiago Fernández Enrique Esqueda Luis Ángel Landín | 1:0 2:0 3:1 4:1 5:1 |

| 62' | Leonel Saint-Preux | 2:1 |

| 44' · +45' · 75' · +90' | Pablo Barrera Santiago Fernández Luis Ángel Landín Enrique Esqueda |

| 13' · 63' · 77' · +90' | Fabrice Noël James Marcelin Paulin Jean Sony Nordé |

| 29' · 84' | Judelin Aveska Paulin Jean |

| Principal  | Joel Aguilar    |
| Asistentes | William Torres  |
|            | Carlos Pastrana |
| Cuarto     | Jair Maruffo    |

|  |                   |    |    |
|  | Tiros             | 24 | 14 |
|  | Tiros a puerta    | 14 | 4  |
|  | Faltas            | 22 | 31 |
|  | Saques de esquina | 7  | 2  |
|  | Penaltis          | 1  | 0  |
|  | Fueras de juego   | 14 | 1  |

## Preolímpico rumbo a Londres 2012
La eliminación mexicana en 2008 supuso una presión extra para Luis Fernando Tena, entonces entrenador de la selección olímpica. Tena declaró el 20 de julio de 2012 que «no existe el fantasma de Carson; por lo menos no lo he sentido aquí. Tenemos jugadores con calidad y personalidad».
En el Preolímpico de Concacaf de 2012, México encabezó el grupo B, compuesto por Panamá, Honduras y Trinidad y Tobago. Avanzó a semifinales tras derrotar a sus tres contrincantes. En el partido clasificatorio, México venció 3-1 a Canadá, obteniendo su pase a Londres 2012. México terminó el torneo como campeón preolímpico al imponerse a Honduras por 2-1. A la postre, el equipo mexicano ganó el oro olímpico en Londres al derrotar a Brasil por 2-1.